# Düsseldorfer Turn- und Sportverein Fortuna 1895 1979-1980
Questa voce raccoglie le informazioni riguardanti il Düsseldorfer Turn- und Sportverein Fortuna 1895 nelle competizioni ufficiali della stagione 1979-1980.

## Stagione
Nella stagione 1979-1980 il Fortuna Düsseldorf, allenato da Hans-Dieter Tippenhauer e Otto Rehhagel, concluse il campionato di Bundesliga al 11º posto. In Coppa di Germania il Fortuna Düsseldorf perse la finale con dal Colonia. In Coppa delle Coppe il Fortuna Düsseldorf fu eliminato al primo turno dal Rangers.

## Rosa
| N. |                     | Ruolo | Calciatore           |
| -- | ------------------- | ----- | -------------------- |
|    | Germania (bandiera) | P     | Oliver Bücher        |
|    | Germania (bandiera) | P     | Jörg Daniel          |
|    | Germania (bandiera) | P     | Horst Dreher         |
|    | Germania (bandiera) | P     | Slavko Petrović      |
|    | Germania (bandiera) | D     | Heiner Baltes        |
|    | Germania (bandiera) | D     | Günther Bansemer     |
|    | Germania (bandiera) | D     | Hans-Günter Bruns    |
|    | Germania (bandiera) | D     | Ralf Dusend          |
|    | Germania (bandiera) | D     | Egon Köhnen          |
|    | Germania (bandiera) | D     | Guido Mazany         |
|    | Germania (bandiera) | D     | Gerd Merheim         |
|    | Germania (bandiera) | D     | Bernd Schniedermeier |
|    | Germania (bandiera) | D     | Hans-Jörg Stiller    |

| N. |                     | Ruolo | Calciatore      |
| -- | ------------------- | ----- | --------------- |
|    | Germania (bandiera) | D     | Heinz Wirtz     |
|    | Germania (bandiera) | D     | Gerd Zimmermann |
|    | Germania (bandiera) | C     | Rudolf Bommer   |
|    | Germania (bandiera) | C     | Dieter Brei     |
|    | Germania (bandiera) | C     | Bernd Pajonk    |
|    | Germania (bandiera) | C     | Hubert Schmitz  |
|    | Germania (bandiera) | C     | Josef Weikl     |
|    | Germania (bandiera) | C     | Gerd Zewe       |
|    | Germania (bandiera) | A     | Klaus Allofs    |
|    | Germania (bandiera) | A     | Thomas Allofs   |
|    | Germania (bandiera) | A     | Wolfgang Seel   |
|    | Germania (bandiera) | A     | Günter Thiele   |
|    | Germania (bandiera) | A     | Rüdiger Wenzel  |

## Organigramma societario
Area tecnica
- Allenatore: Otto Rehhagel
- Allenatore in seconda: Günther Exner
- Preparatore dei portieri:
- Preparatori atletici:

## Calciomercato

### Sessione estiva
| Acquisti | Acquisti          | Acquisti              | Acquisti |
| R.       | Nome              | da                    | Modalità |
| -------- | ----------------- | --------------------- | -------- |
| D        | Hans-Günter Bruns | Borussia M'gladbach   |          |
| P        | Horst Dreher      | F. Düsseldorf II      |          |
| C        | Bernd Pajonk      | F. Düsseldorf II      |          |
| D        | Hans-Jörg Stiller | F. Düsseldorf II      |          |
| A        | Rüdiger Wenzel    | Eintracht Francoforte |          |
| D        | Heinz Wirtz       | F. Düsseldorf II      |          |

| Cessioni | Cessioni        | Cessioni       | Cessioni |
| R.       | Nome            | a              | Modalità |
| -------- | --------------- | -------------- | -------- |
| D        | Reinhold Fanz   | Freiburger     |          |
| A        | Emanuel Günther | Karlsruhe      |          |
| A        | Flemming Lund   | Dallas Tornado |          |
| P        | Wilfried Woyke  | FSV Gevelsberg |          |
| C        | Herbert Zimmer  | Uerdingen 05   |          |

### Sessione invernale
| Acquisti | Acquisti        | Acquisti     | Acquisti |
| R.       | Nome            | da           | Modalità |
| -------- | --------------- | ------------ | -------- |
| P        | Slavko Petrović | Stella Rossa |          |

| Cessioni | Cessioni | Cessioni | Cessioni |
| R.       | Nome     | a        | Modalità |
| -------- | -------- | -------- | -------- |

## Risultati

### Bundesliga

#### Girone di andata
| Arbitro: | Aldinger |

|                                        |           |  |
| Neues 14’ Geye 42’, 66’ Toppmöller 77’ | Marcatori |  |

| Arbitro: | Redelfs |

|            |           |                                  |
| Allofs 35’ | Marcatori | 23’ Neuberger 31’, 85’ Nachtweih |

| Arbitro: | Messmer |

|            |           |             |
| Müller 90’ | Marcatori | 85’ Schmitz |

| Arbitro: | Gabor |

|                                        |           |           |
| Allofs 12’, 66’ Allofs 21’, 27’ (rig.) | Marcatori | 5’ Wunder |

| Arbitro: | Schmoock |

|                                 |           |          |
| Zimmer 7’ Funkel 50’ de Loo 90’ | Marcatori | 61’ Zewe |

| Arbitro: | Brückner |

|                                      |           |  |
| Wenzel 4’, 72’ Allofs 23’ Allofs 56’ | Marcatori |  |

| Arbitro: | Niemann |

|                                              |           |                             |
| Burgsmüller 1’, 60’, 68’ Vöge 54’ Votava 56’ | Marcatori | 22’, 35’ Schmitz 75’ Allofs |

| Arbitro: | Michel |

|            |           |                                         |
| Bommer 32’ | Marcatori | 18’ Knüwe 22’ Abel 84’ Blau 87’ Gerland |

| Arbitro: | Quindeau |

|                                                      |           |                 |
| Schmitz 16’ Allofs 45’, 83’ Seel 51’, 84’ Allofs 67’ | Marcatori | 54’, 87’ Müller |

| Arbitro: | Brückner |

|                    |           |                          |
| Worm 82’ Grobe 86’ | Marcatori | 18’, 89’ Allofs 57’ Seel |

| Arbitro: | Roth |

|             |           |             |
| Schmitz 55’ | Marcatori | 18’ Hermann |

| Arbitro: | Heitmann |

|                  |           |                       |
| Kremers 55’, 65’ | Marcatori | 20’ Allofs 80’ Wenzel |

| Arbitro: | Walz |

|           |           |             |
| Bommer 6’ | Marcatori | 65’ Reimann |

| Arbitro: | Risse |

|                         |           |            |
| Lienen 26’ Del'Haye 27’ | Marcatori | 31’ Wenzel |

| Arbitro: | Niemann |

|  |           |                                |
|  | Marcatori | 23’ Janzon 25’, 65’ Rummenigge |

| Arbitro: | Joos |

|                                           |           |  |
| Zimmermann 42’ (aut.) Dörflinger 45’, 62’ | Marcatori |  |

| Arbitro: | Stäglich |

|            |           |  |
| Wenzel 71’ | Marcatori |  |

#### Girone di ritorno
| Arbitro: | Horstmann |

|                                                      |           |           |
| Dusend 6’, 65’ Allofs 54’, 62’ Bommer 58’ Wenzel 60’ | Marcatori | 64’ Wendt |

| Arbitro: | Gabor |

|            |           |                    |
| Karger 38’ | Marcatori | 2’ Allofs 82’ Zewe |

| Arbitro: | Aldinger |

|                          |           |                                                                     |
| Wenzel 58’, 75’ Zewe 71’ | Marcatori | 41’ Neumann 50’, 81’ Okudera 53’ Cullmann 67’ Littbarski 78’ Müller |

| Arbitro: | Clajus |

|                                              |           |            |
| Dreßel 3’ Reinders 15’ Behrens 30’ Röber 47’ | Marcatori | 67’ Allofs |

| Arbitro: | Waltert |

|                                  |           |              |
| Wenzel 47’ Dusend 69’ Allofs 85’ | Marcatori | 73’ Mattsson |

| Arbitro: | Waltert |

|                          |           |  |
| Wohlers 60’ Hofeditz 69’ | Marcatori |  |

| Arbitro: | Walz |

|                        |           |          |
| Allofs 12’ (rig.), 68’ | Marcatori | 77’ Koch |

| Bochum 14 marzo 1980, ore 20:00 CET 25ª giornata | Bochum | 0 – 0 referto | Fortuna Düsseldorf | Ruhrstadion (15 000 spett.)\| Arbitro: \| Dreher \| |
| Arbitro:                                         | Dreher |               |                    |                                                     |

| Arbitro: | Luca |

|                                                     |           |          |
| Förster 44’ Kelsch 52’ Martin 55’, 87’ Ohlicher 61’ | Marcatori | 58’ Seel |

| Arbitro: | Treib |

|                            |           |                       |
| Allofs 43’, 47’ Bommer 74’ | Marcatori | 73’ Borg 79’ Eggeling |

| Leverkusen 11 aprile 1980, ore 20:00 CEST 28ª giornata | Bayer Leverkusen | 0 – 0 referto | Fortuna Düsseldorf | Ulrich-Haberland-Stadion (15 000 spett.)\| Arbitro: \| Aldinger \| |
| Arbitro:                                               | Aldinger         |               |                    |                                                                    |

| Arbitro: | Eschweiler |

|                                     |           |           |
| Seel 11’, 81’ Allofs 58’ Wenzel 67’ | Marcatori | 26’ Höfer |

| Arbitro: | Walz |

|              |           |  |
| Milewski 65’ | Marcatori |  |

| Arbitro: | Joos |

|            |           |                                             |
| Allofs 58’ | Marcatori | 29’ Kulik 38’ Lienen 89’ Nickel 90’ Nielsen |

| Arbitro: | Horstmann |

|                                                          |           |  |
| Niedermayer 24’, 50’ Rummenigge 31’, 66’, 78’ Hoeneß 74’ | Marcatori |  |

| Arbitro: | Dreher |

|                                         |           |  |
| Zewe 34’ Allofs 61’ Seel 84’ Wenzel 86’ | Marcatori |  |

| Arbitro: | Horeis |

|  |           |                       |
|  | Marcatori | 57’ Zewe 83’ Bansemer |

### Coppa di Germania
| Arbitro: | Meuser |

|  |           |                                       |
|  | Marcatori | 13’, 66’ Wenzel 43’ Allofs 46’ Allofs |

| Arbitro: | Fiene |

|                       |           |  |
| Wenzel 18’ Allofs 60’ | Marcatori |  |

| Arbitro: | Dölfel |

|              |           |                                             |
| Pflügler 54’ | Marcatori | 32’ Bommer 68’ Dusend 77’ Köhnen 79’ Allofs |

| Arbitro: | Brückner |

|                                   |           |                                                 |
| Struth 58’, 81’ (rig.) Becker 74’ | Marcatori | 23’ Allofs 41’, 80’ Allofs 43’ Weikl 77’ Köhnen |

| Arbitro: | Hontheim |

|                              |           |                                                       |
| Kutzop 47’ (rig.) Völler 99’ | Marcatori | 50’ Allofs 94’ (aut.) Geinzer 112’, 115’, 118’ Allofs |

| Arbitro: | Messmer |

|                            |           |           |
| Wenzel 37’ Allofs 60’, 77’ | Marcatori | 52’ Frank |

| Arbitro: | Aldinger |

|                       |           |              |
| Wenzel 60’ Allofs 65’ | Marcatori | 26’ Cullmann |

### Coppa delle Coppe
| Arbitro: | Verbecke |

|                          |           |            |
| MacDonald 69’ McLean 75’ | Marcatori | 81’ Wenzel |

| Düsseldorf 3 ottobre 1979 Primo turno | Fortuna Düsseldorf | 0 – 0 referto | Rangers | Rheinstadion (40 000 spett.)\| Arbitro: \| Christov \| |
| Arbitro:                              | Christov           |               |         |                                                        |

## Statistiche

### Statistiche di squadra
| Competizione      | Punti | In casa | In casa | In casa | In casa | In casa | In casa | In trasferta | In trasferta | In trasferta | In trasferta | In trasferta | In trasferta | Totale | Totale | Totale | Totale | Totale | Totale | DR  |
| Competizione      | Punti | G       | V       | N       | P       | Gf      | Gs      | G            | V            | N            | P            | Gf           | Gs           | G      | V      | N      | P      | Gf     | Gs     | DR  |
| ----------------- | ----- | ------- | ------- | ------- | ------- | ------- | ------- | ------------ | ------------ | ------------ | ------------ | ------------ | ------------ | ------ | ------ | ------ | ------ | ------ | ------ | --- |
| Bundesliga        | 32    | 17      | 10      | 2       | 5       | 45      | 31      | 17           | 3            | 4            | 10           | 17           | 41           | 34     | 13     | 6      | 15     | 62     | 72     | -10 |
| Coppa di Germania | -     | 3       | 3       | 0       | 0       | 7       | 2       | 4            | 4            | 0            | 0            | 18           | 6            | 7      | 7      | 0      | 0      | 25     | 8      | +17 |
| Coppa delle Coppe | -     | 1       | 0       | 1       | 0       | 0       | 0       | 1            | 0            | 0            | 1            | 1            | 2            | 2      | 0      | 1      | 1      | 1      | 2      | -1  |
| Totale            | 32    | 21      | 13      | 3       | 5       | 52      | 33      | 22           | 7            | 4            | 11           | 36           | 49           | 43     | 20     | 7      | 16     | 88     | 82     | +6  |

### Andamento in campionato
| Giornata  | 1  | 2  | 3  | 4  | 5  | 6  | 7  | 8  | 9  | 10 | 11 | 12 | 13 | 14 | 15 | 16 | 17 | 18 | 19 | 20 | 21 | 22 | 23 | 24 | 25 | 26 | 27 | 28 | 29 | 30 | 31 | 32 | 33 | 34 |
| --------- | -- | -- | -- | -- | -- | -- | -- | -- | -- | -- | -- | -- | -- | -- | -- | -- | -- | -- | -- | -- | -- | -- | -- | -- | -- | -- | -- | -- | -- | -- | -- | -- | -- | -- |
| Luogo     | T  | C  | T  | C  | T  | C  | T  | C  | C  | T  | C  | T  | C  | T  | C  | T  | C  | C  | T  | C  | T  | C  | T  | C  | T  | T  | C  | T  | C  | T  | C  | T  | C  | T  |
| Risultato | P  | P  | N  | V  | P  | V  | P  | P  | V  | V  | N  | N  | N  | P  | P  | P  | V  | V  | V  | P  | P  | V  | P  | V  | N  | P  | V  | N  | V  | P  | P  | P  | V  | V  |
| Posizione | 18 | 18 | 18 | 15 | 15 | 13 | 14 | 16 | 15 | 14 | 12 | 11 | 10 | 13 | 14 | 15 | 14 | 11 | 9  | 11 | 14 | 11 | 13 | 12 | 12 | 13 | 12 | 11 | 9  | 10 | 11 | 13 | 12 | 11 |

Legenda:

Luogo: C = Casa; T = Trasferta. Risultato: V = Vittoria; N = Pareggio; P = Sconfitta.

### Statistiche dei giocatori
| Giocatore         | Bundesliga | Bundesliga | Bundesliga  | Bundesliga | Coppa di Germania | Coppa di Germania | Coppa di Germania | Coppa di Germania | Coppa delle Coppe | Coppa delle Coppe | Coppa delle Coppe | Coppa delle Coppe | Totale   | Totale | Totale      | Totale     |
| Giocatore         | Presenze   | Reti       | Ammonizioni | Espulsioni | Presenze          | Reti              | Ammonizioni       | Espulsioni        | Presenze          | Reti              | Ammonizioni       | Espulsioni        | Presenze | Reti   | Ammonizioni | Espulsioni |
| ----------------- | ---------- | ---------- | ----------- | ---------- | ----------------- | ----------------- | ----------------- | ----------------- | ----------------- | ----------------- | ----------------- | ----------------- | -------- | ------ | ----------- | ---------- |
| K. Allofs         | 28         | 16         | 1           | 0          | 7                 | 9                 | 1                 | 0                 | 2                 | 0                 | 0                 | 0                 | 37       | 25     | 2           | 0          |
| T. Allofs         | 30         | 10         | 3           | 0          | 7                 | 5                 | 0                 | 1                 | 2                 | 0                 | 0                 | 0                 | 39       | 15     | 3           | 1          |
| H. Baltes         | 33         | 0          | 2           | 0          | 7                 | 0                 | 1                 | 0                 | 2                 | 0                 | 0                 | 0                 | 42       | 0      | 3           | 0          |
| G. Bansemer       | 7          | 1          | 0           | 0          | 2                 | 0                 | 0                 | 0                 | 0                 | 0                 | 0                 | 0                 | 9        | 1      | 0           | 0          |
| R. Bommer         | 34         | 4          | 2           | 0          | 7                 | 1                 | 0                 | 0                 | 2                 | 0                 | 0                 | 0                 | 43       | 5      | 2           | 0          |
| D. Brei           | 4          | 0          | 1           | 0          | 0                 | 0                 | 0                 | 0                 | 0                 | 0                 | 0                 | 0                 | 4        | 0      | 1           | 0          |
| H. Bruns          | 15         | 0          | 1           | 0          | 2                 | 0                 | 2                 | 0                 | 0                 | 0                 | 0                 | 0                 | 17       | 0      | 3           | 0          |
| O. Bücher         | 2          | 0          | 0           | 0          | 0                 | 0                 | 0                 | 0                 | 0                 | 0                 | 0                 | 0                 | 2        | 0      | 0           | 0          |
| J. Daniel         | 29         | 0          | 0           | 0          | 6                 | 0                 | 0                 | 0                 | 2                 | 0                 | 0                 | 0                 | 37       | 0      | 0           | 0          |
| H. Dreher         | 7          | 0          | 0           | 0          | 2                 | 0                 | 0                 | 1                 | 0                 | 0                 | 0                 | 0                 | 9        | 0      | 0           | 1          |
| R. Dusend         | 18         | 3          | 0           | 0          | 5                 | 1                 | 0                 | 0                 | 1                 | 0                 | 0                 | 0                 | 24       | 4      | 0           | 0          |
| E. Köhnen         | 32         | 0          | 4           | 0          | 7                 | 2                 | 0                 | 0                 | 2                 | 0                 | 0                 | 0                 | 41       | 2      | 4           | 0          |
| G. Mazany         | 0          | 0          | 0           | 0          | 0                 | 0                 | 0                 | 0                 | 0                 | 0                 | 0                 | 0                 | 0        | 0      | 0           | 0          |
| G. Merheim        | 0          | 0          | 0           | 0          | 0                 | 0                 | 0                 | 0                 | 0                 | 0                 | 0                 | 0                 | 0        | 0      | 0           | 0          |
| B. Pajonk         | 1          | 0          | 0           | 0          | 0                 | 0                 | 0                 | 0                 | 0                 | 0                 | 0                 | 0                 | 1        | 0      | 0           | 0          |
| S. Petrović       | 0          | 0          | 0           | 0          | 0                 | 0                 | 0                 | 0                 | 0                 | 0                 | 0                 | 0                 | 0        | 0      | 0           | 0          |
| H. Schmitz        | 15         | 5          | 1           | 0          | 2                 | 0                 | 0                 | 0                 | 2                 | 0                 | 0                 | 0                 | 19       | 5      | 1           | 0          |
| B. Schniedermeier | 0          | 0          | 0           | 0          | 0                 | 0                 | 0                 | 0                 | 0                 | 0                 | 0                 | 0                 | 0        | 0      | 0           | 0          |
| W. Seel           | 29         | 7          | 1           | 0          | 5                 | 0                 | 0                 | 0                 | 2                 | 0                 | 0                 | 0                 | 36       | 7      | 1           | 0          |
| H. Stiller        | 1          | 0          | 0           | 0          | 0                 | 0                 | 0                 | 0                 | 0                 | 0                 | 0                 | 0                 | 1        | 0      | 0           | 0          |
| G. Thiele         | 1          | 0          | 0           | 0          | 0                 | 0                 | 0                 | 0                 | 0                 | 0                 | 0                 | 0                 | 1        | 0      | 0           | 0          |
| J. Weikl          | 33         | 0          | 3           | 0          | 7                 | 1                 | 0                 | 0                 | 2                 | 0                 | 0                 | 0                 | 42       | 1      | 3           | 0          |
| R. Wenzel         | 31         | 11         | 1           | 0          | 7                 | 5                 | 1                 | 0                 | 2                 | 1                 | 0                 | 0                 | 40       | 17     | 2           | 0          |
| H. Wirtz          | 22         | 0          | 2           | 0          | 6                 | 0                 | 0                 | 0                 | 2                 | 0                 | 0                 | 0                 | 30       | 0      | 2           | 0          |
| G. Zewe           | 33         | 5          | 4           | 0          | 7                 | 0                 | 0                 | 0                 | 2                 | 0                 | 0                 | 0                 | 42       | 5      | 4           | 0          |
| G. Zimmermann     | 5          | 0          | 0           | 0          | 0                 | 0                 | 0                 | 0                 | 0                 | 0                 | 0                 | 0                 | 5        | 0      | 0           | 0          |